# 薩默敦 (喬治亞州)
薩默敦（英語：Summertown）是一個位於美國喬治亞州伊曼紐爾縣的城市。

## 地理
薩默敦的座標為32°44′48″N 82°16′34″W / 32.74667°N 82.27611°W，而該地的平均海拔高度為77米（即253英尺）。

## 人口
根據2010年美國人口普查的數據，薩默敦的面積為2.05平方千米，當中陸地面積為2.04平方千米，而水域面積為0.01平方千米。當地共有人口160人，而人口密度為每平方千米78.05人。